# Pseudogordius tanganyikae
Pseudogordius tanganyikae är en tagelmaskart som beskrevs av Yeh och Jordan 1957. Pseudogordius tanganyikae ingår i släktet Pseudogordius och familjen Chordodidae. Inga underarter finns listade i Catalogue of Life.